# Groń (Pasmo Radziejowej)

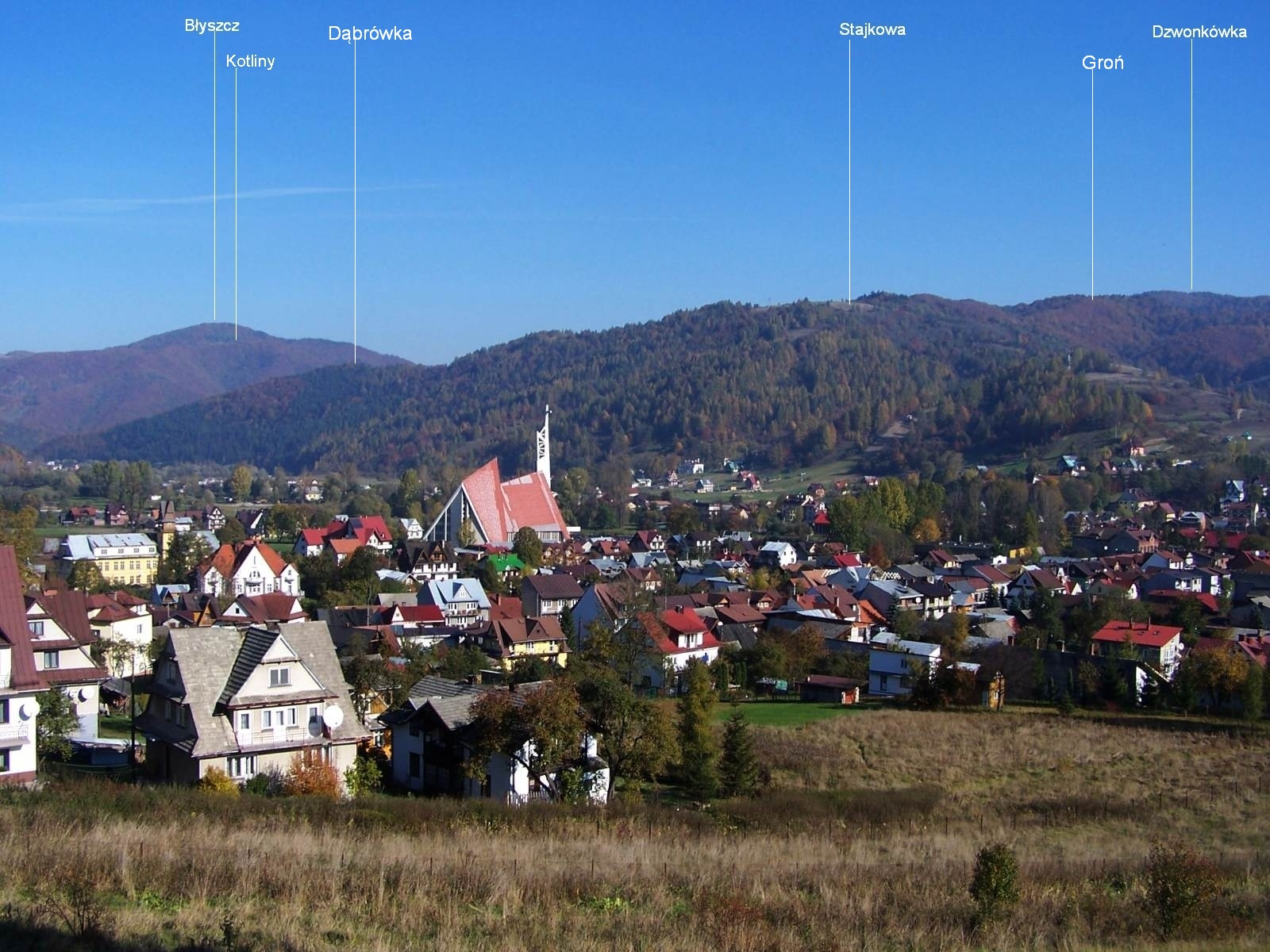

Groń (803 m) – niewybitny szczyt w Beskidzie Sądeckim, w zachodniej części Pasma Radziejowej, ok. 1,5 km na południowy zachód od Dzwonkówki.

## Topografia
Groń jest najbliższym z wierzchołków bocznego, południowo-zachodniego grzbietu odchodzącego od głównego grzbietu Pasma Radziejowej na wysokości Dzwonkówki. Od Dzwonkówki oddziela go przełęcz Siodełko, położona tuż po wschodniej stronie Gronia. Groń jest zwornikiem; na Groniu grzbiet ten rozgałęzia się na kilka grzbietów:
- północno-zachodni ze szczytem Lipowiec
- południowo-zachodni ze szczytem Góra Stajkowa[2].
- południowo-wschodni, niżej zakręcający na południe, ze szczytami Jaworzyca, Babia Góra, Juraszowa Góra[3][2].

Wszystkie te grzbiety opadają do Dunajca w Krościenka nad Dunajcem. Zachodni stok Gronia opada do potoku Zakijowiec, z dolinki między południowo-wschodnim i południowym grzbietem wypływa Potok Zagórski, z dolinki między grzbietem południowym i zachodnim dopływ potoku Podlipowiec.
Szczyt leży na terenie gminy Krościenko nad Dunajcem w województwie małopolskim, w powiecie nowotarskim.

## Opis szczytu
Groń jest porośnięty lasem, w związku z czym nie ma walorów widokowych. Przez szczyt przebiega główny beskidzki czerwony szlak turystyczny. Wzniesienie i jego zbocza znajdują się na terenie Popradzkiego Parku Krajobrazowego. Są tu m.in. objęte ochroną źródła wód mineralnych (szczawy) i buczyna karpacka.

## Szlaki turystyczne
pieszy szlak czerwony (Główny Szlak Beskidzki)
- z Krościenka 2 h
- z Przehyby 2 h.